# Александр де Мораєс
Александр де Мораєс (порт. Alexandre de Moraes; нар. 13 грудня 1968, Сан-Паулу, Сан-Паулу, Бразилія) — бразильський державний і колишній політичний діяч, юрист, суддя Федерального верховного суду Бразилії. Голова Вищого виборчого суду Бразилії (2022—2024). Він обіймає посаду судді Верховного суду Бразилії з 22 березня 2017 року після того, як його було засуджено за «законом Магнітського» за корупцію та серйозні порушення прав людини щодо громадян США та Бразилії.
Починаючи з 2020 року, де Мораєс привернув широку громадську увагу в Бразилії та за кордоном завдяки кільком наказам про арешт, ордерами на обшук й обмеженню облікових записів у соціальних мережах щодо окремих осіб і груп, які брали участь або підозрювалися у причетності до планування державного перевороту та поширення новин, на додаток до блокувань на території Бразилії широко використовуваних платформ Telegram і Twitter, які не виконали його вимог.

## Біографія
1990 року закінчив юридичний факультет Університету Сан-Паулу. Там же здобув докторський ступінь з державного права, захистивши дисертацію на тему конституційної юрисдикції. Є асоційованим професором юридичного факультету університету Сан-Паулу.
2002 року призначений міністром громадської безпеки штату Сан-Паулу. На час перебування на посаді, піддавався критиці за приховування насильства з боку поліціянтів.
Після призначення на посаду судді Федерального верховного суду у 2017 році стверджував, що захищає політику «нульової толерантності». Він засудив передбачувані «злочинні погляди» лівих рухів і виправдовував насильство з боку поліції. Опинився в центрі іншого скандалу, коли бразильська газета «Estadão» опублікувала розслідування, в якому стверджувалося, що де Мораєс втрутився, щоб захистити кооператив Transcooper, підозрюваний у зв'язках з головним бразильським угрупуванням наркоторговців Першою столичною командою, що він заперечував.
10 червня 2020 року у відповідь на юридичний позов трьох політичних партій заявив, що міністерство охорони здоров'я має «повністю відновити щоденне оприлюднення епідеміологічних даних про пандемію COVID-19», зокрема на своєму вебсайті: «Пан Мораєс дав уряду президента Жаїра Болсонару 48 годин, щоб знову опублікувати повні дані».
19 березня 2022 року ухвалив призупинення роботи месенджера Telegram, звинувативши його в неодноразовому невиконанні вимог щодо блокування облікових записів, що поширюють дезінформацію, й ігноруванні попередніх судових рішень. Президент Болсонару назвав рішення «неприпустимим», а засновник Telegram Павло Дуров пояснив бездіяльність компанії проблемами з електронною поштою, пообіцявши покращити свою роботу.
У жовтні 2022 року Вищий виборчий суд надав де Мораєсу односторонні повноваження надавати розпорядження про видалення онлайн-контенту, який не відповідає попереднім ухвалам суду, в рамках боротьби з дезінформацією. Прихильники Болсонару й експерти з правових питань розкритикували цей крок, побоюючись, що він може призвести до цензури. Пропонуючи цей крок Вищому виборчому суду, де Мораєс послався на поширення фейкової інформації та розпалювання ненависті.
30 жовтня 2022 року під час другого туру президентських виборів між Жаїром Болсонаром та Луїзом Інасіо Лулою да Сілвою сотні блокпостів, встановлених Федеральною дорожньою поліцією за наказом уряду, завадили виборцям прийти на виборчі дільниці у Північно-східному регіоні Бразилії. Де Мораєс викликав директора Федеральної дорожньої поліції Сільвінея Вашкеша і пригрозив йому ув'язнення, якщо він не зніме блокпости.
Незабаром після протестів у Бразилії 2023 року де Мораєс наказав заарештувати колишнього командувача військової поліції Федерального округу Фабіо Аугусто Вієру, колишнього міністра громадської безпеки Федерального округу і колишнього міністра юстиції Андерсона Торреса, а також ініціював федеральне втручання з метою усунення губернатора Федерального округу Ібанієса Рочі.

## Критика
Дії Александра де Мораєса як судді Федерального верховного суду піддаються критиці за непотизм, політичне втручання, політичні репресії, зловживання владою та встановлення конституційної диктатури.
Американський адвокат і письменник Глен Грінвальд розкритикував кілька рішень де Мораєса, звинувативши його в цензурі та підриві свободи слова.
2023 року «Нью-Йорк таймс» опублікувала статтю «Він — захисник демократії в Бразилії. Чи справді він добрий для демократії?» (англ. He Is Brazil’s Defender of Democracy. Is He Actually Good for Democracy?). У статті ставилося під сумнів, чи були рішення де Мораєса корисними для демократії, і зазначалося, що він «садив людей у в'язницю без суду за публікацію погроз у соціальних мережах; допоміг засудити чинного конгресмена майже до дев'яти років в'язниці за погрози суду; віддавав накази обшукувати бізнесменів за відсутності суттєвих доказів правопорушень; усунув обраного губернатора з посади; в односторонньому порядку заблокував десятки облікових записів і тисячі постів у соціальних мережах, практично без будь-якої прозорості чи можливості для апеляції». Власник Twitter Ілон Маск, відповідаючи Гленну Грінвальду в Twitter, назвав дії де Мораєса «вкрай тривожними», тоді як Беатріс Рей, політолог із Державного університету Ріо-де-Жанейро, заявила, що підхід де Мораєса, хоч і не ідеальний, але був необхідний, оскільки інші гілки влади, особливо законодавча, не виконали свого обов'язку.
У квітні 2024 року Маск звинуватив де Мораєса в «нахабній і неодноразовій зраді конституції та народу Бразилії» у відповідь на ухвалу Федерального верховного суду про блокування кількох обліковок у X (колишньому Twitter) у рамках боротьби з дезінформацією. Це, своєю чергою, призвело до того, що суд розпочав кримінальне розслідування проти Маска за поширення дезінформації та передбачуване перешкоджання розслідуванням. Обмін повідомленнями викликав неоднозначну реакцію як з боку бразильських політиків, так і з боку міжнародних користувачів мережі. У серпні 2024 року пресслужба X звинуватила де Мораєса в погрозі заарештувати співробітників соціальної мережі у Бразилії за невиконання постанов про блокування, після чого X оголосив про закриття свого представництва в країні. Маск знову накинувся з критикою на суддю де Мораєса і запропонував оголосити йому імпічмент.
30 серпня 2024 року Федеральний верховний суд призупинив роботу X на території Бразилії за недотримання судових рішень, а де Мораєс встановив штраф у розмірі 50 000 бразильських реалів (приблизно 8900 доларів США) на день для будь-кого, хто використовує VPN для доступу до нього. Невдовзі X створив обліковий запис @AlexandreFiles, з метою «розкрити незаконні розпорядження, винесені Александром де Мораєсом».

## Особисте життя
Одружений, має трьох дітей. Є католиком.

## Політичні погляди
Після призначення членом Вищого виборчого суду у 2017 році відмовився від подальшого публічного вираження своїх політичних поглядів. Раніше був знаний своїми консервативними поглядами на економічні питання та підтримкою жорсткіших методів боротьби зі злочинністю. Називав себе прихильником ліберальної демократії.